# Mühlen im Horlofftal
Es gibt zahlreiche Mühlen im Horlofftal. Bei diesen Mühlen im Tal der Horloff in Hessen handelt es sich um Wassermühlen.

## Mühlenstandorte im Horlofftal
Die Mühlenstandorte sind in Fließrichtung der Horloff durch Vogelsberg und Wetterau aufgezählt:
- Mühle bei Gonterskirchen
- „Schmelzmühle“ Friedrichshütte
- „Henriettenhof“ bei Ruppertsburg
- „Steinmühle“ an der Horloff
- „Zellmühle“ an der Horloff in Villingen
- „Obermühle“ bei Villingen
- „Obermühle“ im Nordosten von Hungen an einem Mühlgraben
- „Untermühle“ südlich von Hungen am linken Ufer der Horloff
- „Riedmühle“ auf Hof Graß
- „Neumühle“ oder „Stellwagmühle“ Trais-Horloff
- Utpher Mühle liegt zwischen Riedbach und Horloff unweit des Oberen Knappensees.
- Hof und Mühle Grund-Schwalheim
- „Bilgesheimer Mühle“ südlich von Bingenheim
- „Reichelsheimer Mühle“

## Geschichte der Mühlen im Horlofftal
Schon in der Karolingerzeit erhielt die Abtei Hersfeld Besitz aus Reichsgut in der nordöstlichen Wetterau und den angrenzenden nördlichen Gebieten geschenkt. Hungen und Laubach wurden zu Zentren der „Hersfelder Mark“.
Im 12. Jahrhundert erhielt der Vogt des Klosters Hersfeld, Kuno I. von Münzenberg, die Hälfte aller Nutzungsrechte im Gebiet um Ruppertsburg. Zur Hersfelder Mark gehörten unter anderem Villingen, Nonnenroth und die spätere Wüstung Zelle.
Nach dem Aussterben der Münzenberger 1255 gelangte das Gebiet auf dem Erbwege an die Herren von Hanau und der Grafen von Falkenstein. Nach dem Aussterben der Falkensteiner fiel das Erbe an die Grafen von Solms.

### Mühle bei Gonterskirchen
Am 1. Juni 1324 wird erstmals eine Mühle „unter dem Pfarrhof“ in Gonterskirchen erwähnt. Wie auch die Utpher Mühle gelangte sie in den Besitz der Grafen von Solms-Laubach und wurde zur Erbleihmühle.

### Schmelzmühle
Die Mühle hat ihren Namen von der „Schmelz,“ wie die Friedrichshütte genannt wurde. Seit 1699 soll sie eine Getreidemühle gewesen sein. Auch sie war in Solms-Laubacher Besitz. Mit dem Bau der Eisengießerei ab 1707 konnte der Müller nicht mehr über ausreichend Wasser verfügen. Der bisherige Pächter Gaul wurde bereits 1709 durch den Hammerbetreiber Neuburger abgelöst. Gaul wurde Nachpächter. Um die Mitte des 19. Jahrhunderts wurde die Mühle endgültig aufgegeben.

### Henriettenhof
Der „Henriettenhof“ bei Ruppertsburg wurde 1706/07 errichtet. Seinen Namen erhielt er nach der Frau des Grafen Friedrich Ludwig von Solms, Sophie Henriette. Der Graf hatte die Mühle 1814 erworben. 1741 wurde sie als Mahl-, Schlag- und Walkmühle betrieben. Später erfolgte ein weiterer Ausbau zur Papiermühle. 1848 besaß die Mühle zwei Mahlgänge und eine Ölmühle. Der Hof ist heute ein Reiterhof.

### Zellmühle bei Villingen
Der ausgegangene Ort Zelle lag südlich der Zellmühle. Auch Zelle fand sich ursprünglich in Hersfelder Besitz.
Die Dörfer Nieder-Bessingen, Nonnenroth, Röthges und Villingen gehörten 1448 in den Mühlenbann Mühlsachsen, gelangten aber im 15. Jahrhundert in den Mühlenbann der damals neu errichteten Zellmühle. Der Ort Zelle wird urkundlich 1290 erstmals erwähnt. An der Stelle des ausgegangenen Ortes ließ 1462 durch Graf Otto II. zu Solms-Braunfels die Zell- oder Johannismühle errichten, die aber seit 1476 nicht mehr bewohnt war. Deshalb ging der Mühlenbann wieder zurück nach Mühlsachsen. Erst 1580 wurde die Zellmühle erneut aufgebaut und 1680 als Schlagmühle ausgebaut. Der letzte Müller Helmut Graf schloss die Getreidemühle 1978. Die mit der Mühle verbundenen Wasserrechte wurden zurückgegeben.

### Obermühle bei Villingen
Die ehemalige Waldschmiede bei Villingen wurde als Ersatz für die wüst gefallene Zellmühle errichtet. Der Mühlenbann wechselte nun erneut von Mühlsachsen nach Villingen. Nach dem Neubau der Zellmühle war den Untertanen des Gerichts freigestellt, ob sie in der Zell- oder in der Obermühle mahlen ließen.

### Obermühle (Hungen)
Die Obermühle wurde unter Graf Bernhard II. von Solms-Braunfels wieder aufgebaut. Die Hungener Einwohner waren ihre Mahlgäste. Im 19. Jahrhundert besaß sie Mahlgäste aus Langsdorf.
Später nannte man sie auch „Alte Mühle,“ wohl zur Unterscheidung von der Neumühle.

### Neumühle (Hungen)
Die Ersterwähnung der Neumühle stammt aus dem Jahre 1550. Sie wurde auch Johannis- oder Untermühle genannt. Sie wurde 1629 zur Schlagmühle umgebaut.

### Untermühle
Der Hof liegt am linken Horloffufer südlich von Hungen. Die Mühle wurde 1630 errichtet und in Erbleihe vergeben.

### Mühle im Tiergarten
Nach Uhlhorn gab es eine dritte Mühle, die im Tiergarten bei Hungen stand und 1702 erbaut wurde. Alle Bewohner des Amtes Hungen zählten zu den Mahlgästen.

### Riedmühle (bei Inheiden)
1727 wird die Riedmühle erwähnt. 1846 war die Riedmühle im Besitz des Müllers Dietz. Die Mühle war eine Mahl- und Ölmühle.
1911 wurde das Wasserwerk Inheiden errichtet. Die Riedmühle wurde in diesem Zusammenhang für 70.000 Mark an das Großherzogtum Hessen verkauft. Der Mühlenbetrieb wurde gleichzeitig eingestellt.

### Hof Graß
1347 verkauft Johann von Bellersheim die „Ritmole“ zu „Grass“ an Philipp den Älteren von Falkenstein.
1357 gelangten die Rechte und Gülten der Mühlen zu Graß, Langd, Reckenhausen (Wüstung bei Langd), Ulfa und Weitershausen (Wüstung bei Rodheim) an Gottfried VII. den Jüngeren von Ziegenhain. Die Mühle wurde 1503 in Erbleihe verliehen. Die Mühle erhielten die Rau von Holzhausen 1530 als hessisches Lehen. Diese Familie hatte auch das Kaiserliche Wassergericht inne.
1830 werden in einer statisch-topographischen Beschreibung des Großherzogtums Hessen die Mühlen an der Horloff und ihren Nebenflüsschen in Gonterskirchen, Rodheim bei Hungen und am Hof Graß erwähnt.

### Neumühle bei Trais-Horloff
Östlich des Trais-Horloffer Sees liegt die Neumühle an der historischen Grenze zwischen der Grafschaft Solms-Laubach und Landgrafschaft Hessen-Darmstadt. 1699 wurde der Bau der „Neumühle,“ die später auch „Stellwagmühle“ genannt wurde, beschlossen. Am 1. Juli 1700 legte das kaiserliche Wassergericht die Errichtung eines neuen Stauwehrs und die Stauhöhe fest. Angetrieben wurde die Mühle mit einem unterschlächtigen Wasserrad. Im Jahre 2015 ist zwar der Mühlbetrieb eingestellt, jedoch ist ihre Ausstattung noch vollständig erhalten.

### Utpher Mühle
Am 20. Mai 1263 verkaufte Guntram von Oliffe seine Güter samt einer Mühle in Odiffe an das Kloster Haina. Seit 1587 wurde die Mühle vom Grafen von Solms-Laubach in Erbleihe vergeben. Um 1857 bestand hier auch eine Ölmühle, die bis 1894 betrieben wurde. Die Utpher Mühle wurde 1972 stillgelegt.

### Grund-Schwalheimer Mühle
Hof und Mühle Grund-Schwalheim liegen am östlichen Ufer der Horloff. Sie bilden gemeinsam den heutigen Ortsteil von Echzell. Diese Mühle befand sich ebenso wie die Mühle bei Utphe in Klosterbesitz. Seit 1215 besaß das Augustinerchorherrenstift Schiffenberg Hof und Mühle. Nach der Auflösung des Kanonikerstifts Schiffenberg 1323 blieben dennoch die Besitzungen des Frauenklosters Zelle (Schiffenberg) an der Mühle, nämlich das Weiderecht und das Holzrecht des Müllers erhalten. Rechte bestanden auf Lieferung des „Mel“- und „Grundbaums“ aus dem Markwald Berstadt. Voraussetzung war, dass die Förster des Markwaldes und die Berstädter Bürgermeister dies erlaubten. Am 14. August 1323 gelangte der Deutsche Orden in den Besitz von Mühle und Hof Grund-Schwalheim. Der Mühlenbetrieb wurde erst in der zweiten Hälfte des 20. Jahrhunderts aufgegeben.

### Bilgesheimer Mühle
Die „Bilgesheimer Mühle“ bei Bingenheim ist nach der gleichnamigen Wüstung benannt, einem Ort, der dort bestanden hat. Sie gehörte ins Bistum Mainz und ihr Müller war einer der fünf „Wasserwieger“ des kaiserlichen Wassergerichts in der Wetterau. Das Wassergericht blieb bis zum Ende des Heiligen Römischen Reiches bestehen. Die ehemalige Bilgesheimer Mühle ist heute ein Reiterhof (Bingenheimer Mühle).
In Berstadt wurde im 15. Jahrhundert eine Wassermühle am Waschbach, lokal Zingelbach genannt, einem rechten Zufluss der Horloff, erbaut. Anfang des 21. Jahrhunderts steht an ihrer Stelle am Zingelplatz das Haus Brückenstraße 17, markiert durch das Schild Müllersch als alter Standort der Mühle.
Am westlichen Rand des mittleren Horlofftals gab es Windmühlen in Gettenau, Wölfersheim und Weckesheim. Die beiden letzteren lagen im Herrschaftsbereich der Grafen zu Solms-Braunfels.

## Bedingungen und Probleme der Nutzung der Wasserkraft
Das geringe Gefälle der Horloff in der Wetterau bedingte ein ausgeklügeltes System der Wasserbewirtschaftung. Von der Mündung des Langder Flutgrabens bei Trais-Horloff (129 m über NN) bis zur Mündung in die Nidda (119 m über NN) auf 19,5 km beträgt die Höhendifferenz lediglich 10 m.
Im Weistum der Fuldischen Mark von 1434 wurde geregelt, dass die Müller ab der samstäglichen Vesper bis nach dem sonntäglichen Gottesdienst das Wasser nicht stauen durften. Sogar die Mahlgebühr des Müllers wurde festgelegt.
An den Wehren schlug man Eichpfähle ein, um die Höhe des Wassergefälles auf die Mühlräder festzulegen. Dies wurde u. a. im Weistum von 1611 noch einmal genau geregelt. Dies wurde von dem kaiserlichen Wassergericht in der Wetterau überwacht.
Im 19. Jahrhundert wurde die Wasserpest zur Plage. Die Orte am Unterlauf der Horloff beauftragten „Wiesenwärter“ mit dem Ausreißen des „Wilden Gauls,“ so der volkstümliche Name der Wasserpest. 1937 ordnete das Kulturamt Gießen das Ausräumen der Horloff und der ihr zufließenden Bäche in diesem Bereich an.